# 삼성 갤럭시 A7 (2017)
삼성 갤럭시 A7 (2017)은 삼성 갤럭시 A7의 2017년 모델이며 삼성 갤럭시 A7 (2016)의 후속 기종이다. SK텔레콤 단독으로 통해 2017년 7월 13일 출시된 보급형 스마트폰이며 삼성 갤럭시 시리즈에 속한다.